# Pallavolo Mondovì 2019-2020
Questa voce raccoglie le informazioni riguardanti la Pallavolo Mondovì nelle competizioni ufficiali della stagione 2019-2020.

## Organigramma societario
Area direttiva
- Presidente: Alessandra Fissolo

Area tecnica
- Allenatore: Davide Delmati
- Allenatore in seconda: Claudio Basso

## Rosa
| N° | Nome              | Ruolo | Data di nascita   | Nazionalità sportiva |
| -- | ----------------- | ----- | ----------------- | -------------------- |
| 1  | Elina Rodríguez   | S     | 11 febbraio 1997  | Argentina            |
| 2  | Francesca Scola   | P     | 15 settembre 2001 | Italia               |
| 3  | Cindy Lee Fezzi   | S     | 3 gennaio 1997    | Italia               |
| 6  | Alessia Midriano  | C     | 6 giugno 1982     | Italia               |
| 7  | Viola Tonello     | C     | 3 gennaio 1994    | Italia               |
| 9  | Elisa Zanette     | O     | 17 febbraio 1996  | Italia               |
| 11 | Martina Bordignon | S     | 26 novembre 1994  | Italia               |
| 14 | Alice Tanase      | S     | 25 maggio 2000    | Italia               |
| 15 | Sofia Rebora      | C     | 23 febbraio 1993  | Italia               |
| 16 | Simona Mandrile   | L     | 31 gennaio 1999   | Italia               |
| 17 | Silvia Agostino   | L     | 30 settembre 1989 | Italia               |
| 18 | Lidia Bonifazi    | P     | 12 aprile 1988    | Italia               |

## Risultati

### Serie A2

#### Regular season

##### Girone di andata
| 1ª giornata - 6 ottobre 2019 PalaManera, Mondovì                  | Mondovì             | 3 - 1 | Helvia Recina  | 27-25, 25-22, 19-25, 25-22       |
| 2ª giornata - 13 ottobre 2019 PalaCollodi, Montecchio Maggiore    | Montecchio Maggiore | 3 - 1 | Mondovì        | 25-19, 19-25, 25-17, 25-20       |
| 3ª giornata - 20 ottobre 2019 PalaManera, Mondovì                 | Mondovì             | 3 - 0 | Roma Club      | 25-17, 25-23, 25-21              |
| 4ª giornata - 27 ottobre 2019 PalaCosta, Ravenna                  | Olimpia Teodora     | 1 - 3 | Mondovì        | 24-26, 25-23, 33-35, 23-25       |
| 5ª giornata - 31 ottobre 2019 Palazzetto San Luigi, Busto Arsizio | Futura Giovani      | 0 - 3 | Mondovì        | 22-25, 13-25, 20-25              |
| 6ª giornata - 3 novembre 2019 PalaManera, Mondovì                 | Mondovì             | 3 - 1 | CUS Torino     | 25-22, 25-22, 24-26, 25-19       |
| 7ª giornata - 10 novembre 2019 PalaBellina, Marsala               | Marsala             | 2 - 3 | Mondovì        | 25-20, 25-20, 11-25, 18-25, 9-15 |
| 8ª giornata - 17 novembre 2019 PalaManera, Mondovì                | Mondovì             | 3 - 1 | Due Principati | 25-18, 23-25, 25-12, 25-15       |
| 9ª giornata - 24 novembre 2019 PalaSanbapolis, Trento             | Trentino Rosa       | 3 - 0 | Mondovì        | 25-17, 25-21, 25-18              |

##### Girone di ritorno
| 10ª giornata - 30 novembre 2019 PalaFontescodella, Macerata                 | Helvia Recina  | 3 - 2 | Mondovì             | 21-25, 25-17, 25-23, 16-25, 15-5 |
| 11ª giornata - 8 dicembre 2019 PalaManera, Mondovì                          | Mondovì        | 0 - 3 | Montecchio Maggiore | 20-25, 18-25, 18-25              |
| 12ª giornata - 14 dicembre 2019 Honey Sport City, Roma                      | Roma Club      | 0 - 3 | Mondovì             | 11-25, 20-25, 21-25              |
| 13ª giornata - 22 dicembre 2019 PalaManera, Mondovì                         | Mondovì        | 3 - 1 | Olimpia Teodora     | 25-23, 25-12, 22-25, 25-10       |
| 14ª giornata - 26 dicembre 2019 PalaManera, Mondovì                         | Mondovì        | 3 - 2 | Futura Giovani      | 23-25, 25-21, 16-25, 25-19, 15-7 |
| 15ª giornata - 18 dicembre 2019 PalaRuffini, Torino                         | CUS Torino     | 3 - 2 | Mondovì             | 19-25, 25-18, 25-18, 19-25, 15-7 |
| 16ª giornata - 4 gennaio 2020 PalaManera, Mondovì                           | Mondovì        | 3 - 1 | Marsala             | 25-20, 20-25, 25-19, 25-23       |
| 17ª giornata - 12 gennaio 2020 Palazzetto Sant'Antonio, Pontecagnano Faiano | Due Principati | 3 - 0 | Mondovì             | 25-20, 25-19, 25-22              |
| 18ª giornata - 19 gennaio 2020 PalaManera, Mondovì                          | Mondovì        | 0 - 3 | Trentino Rosa       | 15-25, 17-25, 20-25              |

#### Pool promozione

##### Girone di andata
| 1ª giornata - 9 febbraio 2020 Palazzetto dello sport, S. Giovanni in M. | Adolfo Consolini | 2 - 3 | Mondovì              | 25-19, 20-25, 21-25, 26-24, 11-15 |
| 2ª giornata - 15 febbraio 2020 PalaManera, Mondovì                      | Mondovì          | 3 - 1 | Libertas Martignacco | 25-21, 25-21, 22-25, 25-14        |
| 3ª giornata - 11 marzo 2020 Palazzetto dello sport, Pinerolo            | Pinerolo         | -     | Mondovì              | annullata                         |
| 4ª giornata - 18 marzo 2020 Geopalace, Olbia                            | Hermaea          | -     | Mondovì              | annullata                         |
| 5ª giornata - 8 marzo 2020 PalaManera, Mondovì                          | Mondovì          | -     | Soverato             | annullata                         |

##### Girone di ritorno
| 6ª giornata - 15 marzo 2020 PalaManera, Mondovì                 | Mondovì              | - | Adolfo Consolini | annullata |
| 7ª giornata - 22 marzo 2020 Palazzetto dello sport, Martignacco | Libertas Martignacco | - | Mondovì          | annullata |
| 8ª giornata - 29 marzo 2020 PalaManera, Mondovì                 | Mondovì              | - | Pinerolo         | annullata |
| 9ª giornata - 5 aprile 2020 PalaManera, Mondovì                 | Mondovì              | - | Hermaea          | annullata |
| 10ª giornata - 11 aprile 2020 PalaScoppa, Soverato              | Soverato             | - | Mondovì          | annullata |

### Coppa Italia di Serie A2

#### Fase a eliminazione diretta
| Quarti di finale - 22 gennaio 2020 PalaManera, Mondovì                 | Mondovì          | 3 - 1 | Pinerolo | 25-17, 19-25, 25-22, 25-18 |
| Semifinali - 26 gennaio 2020 Palazzetto dello sport, S. Giovanni in M. | Adolfo Consolini | 3 - 1 | Mondovì  | 25-19, 20-25, 26-24, 25-22 |

## Statistiche

### Statistiche di squadra
| Competizione             | Punti | In casa | In casa | In casa | In trasferta | In trasferta | In trasferta | Totale | Totale | Totale |
| Competizione             | Punti | G       | V       | P       | G            | V            | P            | G      | V      | P      |
| ------------------------ | ----- | ------- | ------- | ------- | ------------ | ------------ | ------------ | ------ | ------ | ------ |
| Serie A2                 | 38    | 10      | 8       | 2       | 10           | 5            | 5            | 20     | 13     | 7      |
| Coppa Italia di Serie A2 | -     | 1       | 1       | 0       | 1            | 0            | 1            | 2      | 1      | 1      |
| Totale                   | -     | 11      | 9       | 2       | 11           | 5            | 6            | 22     | 14     | 8      |

G = partite giocate; V = partite vinte; P = partite perse